# أباديا سان سالفاتور
أباديا سان سالفاتور هي كومونا في مقاطعة سيينا في منطقة توسكانا الإيطالية ، وتقع على بعد (حوالي 110 كيلومترات ) جنوب شرق فلورنسا وحوالي ( 60 كيلومترًا ) جنوب شرق سيينا ، في منطقة مونتي أمياتا.
سميت المدينة على اسم (Abbey) الذي يحمل نفس الاسم ، كانت المنطقة ذات يوم مهمة لاستخراج الزنجفر، تشمل المعالم السياحية في المدينة البلدة التي تعود للقرون الوسطى وقصرlvatore على ديلا بوتيستا (القرن الخامس عشر) وكنيسة سانتا كروتشي.
تقع أباديا سان سالفاتور على حدود البلديات التالية:
كاستل ديل بيانو - كاستيجليون درويشا - بيانكاستاجنايو
راديكوفاني - سان كاسيانو دي باجني - سانتا فيروا - سيجيانو.

## روابط خارجية
- الموقع الرسمي نسخة محفوظة 2003-09-04 على موقع واي باك مشين.

بلديات